# Xã Reno Valley, Quận Pierce, Bắc Dakota
Xã Reno Valley (tiếng Anh: Reno Valley Township) là một xã thuộc quận Pierce, tiểu bang Bắc Dakota, Hoa Kỳ. Năm 2010, dân số của xã này là 38 người.